# Iluzionismus

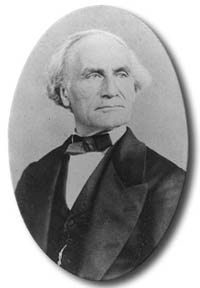
Jean Eugène Robert-Houdin, první moderní iluzionista

Iluzionismus (eskamotérství, moderní magie, zábavná magie, salonní kouzelnictví) je artistický obor, při kterém kouzelník (iluzionista, eskamotér, manipulátor) prostřednictvím svých manipulačních schopností, znalostí psychologie, herectví, techniky vytváří efekt (klam, trik, iluzi), které mají pobavit a udivit diváky.
Termín moderní magie se začal profilovat na přelomu 18. a 19. století, kdy kouzelníci vystupují v salonech a později otevírají svá vlastní divadla.
Iluzionismus má mnoho podoborů: všeobecná magie, iluze, mentální magie, orientální magie (fakírství), mikromagie, kartomagie, matematikomagie, dětská magie a další.
Mezi typické triky, které jsou iluzionisty prováděny, patří:
- Objevení předmětu zdánlivě odnikud (auta, letadla, budovy).
- Zmizení velkých předmětů nebo osoby, či jejich náhlé přemístění.
- Levitace – vznášení předmětu nebo osoby zdánlivě v rozporu s přírodními zákony.
- Zdánlivé zraňování osoby figuranta (například propichováním, řezáním včetně oddělení „odříznutých“ částí) s jeho následným „zázračným“ oživnutím nebo uzdravením, dnes je trik s oddělováním obvykle prováděn tak, že „zraňovaná“ figurantka dává jasně najevo, že necítí bolest ani nepohodlí, přestože by měla být rozdělena na více částí – „oživení“ je tedy nahrazeno „spojením“.
- Únik iluzionisty (například z pout, z okovů, z pevně uzavřené schránky).

## Vysvětlení triků
Základní principy a jednoduché triky se už často prozradily, nejlepší triky jsou však dobře střeženými tajemstvími. Přesto je většina nových kouzel založena na starých:
- Mnohé kouzelnické vybavení má dvojitá dna nebo skryté kapsy. Často se využívá i zrcadel či černého kabinetu.
- Na scéně mohou být skrytá propadla (hojně byla používána v 18. a 19. století).
- U levitace jde hlavně o dobré skrytí lan nebo podpor, speciální tvary podpor umožňují obkroužit zdánlivě celé tělo.
- Pro zraňování se mohou používat zasouvací čepele (tato metoda ovšem je spíše amatérská).
- Při dělení těla mohou za různé části zaskakovat různí figuranti, či umělé napodobeniny údů.

V dnešní době lze pomoci internetu zcela zdarma nalézt „vysvětlení“ libovolného triku (např. levitace (David Copperfield), zmizení vozu Orient expresu (David Copperfield), chůze po vodě (Criss Angel) aj.). Dále existuje spousta internetových obchodů, kde je možno „kouzlo“ koupit včetně návodu.

## Odvětví kouzelnictví - kouzelnické obory
Moderní magie se dělí na několik kategorií, z nichž ve většině se pořádají všeobecně uznávané soutěže po celém světě včetně mistrovství světa a mistrovství České republiky. Někteří kouzelníci se věnují více oborům, jiní se specializují pouze na jeden.

### Mikromagie
Kouzelnický obor zaměřený na menší obecenstvo, při kterém se kouzla odehrávají v těsné blízkosti diváka. Při tomto oboru se většinou kouzlí s kartami, mincemi a drobnými předměty a kouzelnické efekty se často odehrávají přímo v rukou diváka. 

### Všeobecná magie
Obor, při kterém se kouzlí většinou na hudbu, kouzlí se s většími předměty a živými zvířaty, kouzelník má na jevišti obvykle i asistentku, které mu podává a připravuje rekvizity. Při všeobecné magii jsou běžná kouzla jako: roztrhání a scelení novin, objevení hrdličky z šátků, objevení šátků z prázdné bedýnky, kouzla s barevnými péřovými květinami a rychlo převleky. Do tohoto oboru patří také jedno z nejstarších kouzel světa – Čínské kruhy (sada 3–9 ocelových kruhů, které se v rukou kouzelníka záhadně spojují).

### Manipulace
„Královna magie“ – kouzelnický obor, který záleží na šikovnosti rukou a odvádění pozornosti. Manipulace jsou nejčastěji předváděny ve fraku při hudbě; mnoho kouzelníků i v 21. století používá frak, často však v moderním extravagantním zpracování. V tomto oboru se kouzlí s drobnějšími předměty, které kouzelníkovi dovolí s nimi „manipulovat“; jedná se o předměty jako: různé druhy karet, mince, náprstky, dřevěné kuličky, svíčky, květiny, ale i mobilní telefony a kompaktní disky. Nejznámějším a nejzákladnějším manipulačním trikem je Chicago (anglický název Multiplying balls) – mizení, objevování a množení kuliček mezi prsty kouzelníka. 

### Iluze
Kouzelnický obor známý z televizních pořadů a především díky iluzionistům jako Harry Houdini, David Copperfield, Hans Klok, Siegfried a Roy, Criss Angel, Franz Harary, The Pendragons, Dirk Arthur, Duo Absolon a Pavel Kožíšek, Mark Larsen. V tomto oboru jsou rekvizity největší. Do tohoto oboru se řadí také eskapologie, které se věnovali slavný Harry Houdini a James Randi. V Česku patří mezi špičku a nejpopulárnější mágy např. iluzionista Pavel Kožíšek.

### Mentální magie
Mentalismus – jedná se o jevištní či mikromagický obor, při kterém se využívají i mnohé psychologické metody (hypnóza, sugesce, mnemotechnika). Kouzelník zde většinou zarytě předstírá, že opravdu má nadpřirozené schopnosti telepatické či telekinetické. Jedná se o kouzelnické triky zahalené více do tajemna, kdy kouzelník čte divákům myšlenky, pohybuje předměty či dokonce komunikuje se záhrobím. Známým kouzlem je uhodnutí čísla, na které divák myslí, či ohýbání vidličky v rukou diváka. V ČR je nejznámějším mentalistou Jakub Vosáhlo.

### Street magic
Pouliční magie – kouzelnický obor, při kterém se kouzlí přímo na ulici mezi lidmi a skládá se z mikromagie a všeobecné magie. Tento obor kouzlení je dnes velmi moderní, avšak je starý mnoho staletí – kouzelníci a kejklíři často předváděli své umění na rušných ulicích či na jarmarku. Nejznámější kouzlo z tohoto oboru je Cups and Balls (německy Becher Spiel, česky Kalíšek a kulička, či skořápky) – kouzlo, při kterém má kouzelník na stole tři kovové pohárky a kuličku, která postupně cestuje z jednoho pohárku pod druhý, množí se a na závěr kouzelník pod pohárky objeví například citrón či tenisový míček. Moderními pouličními kouzly jsou například objevení karty za sklem či levitace divákova prstýnku. Tímto oborem začínalo mnoho dnes již legendárních kouzelníků. Typickými představiteli street magic jsou Criss Angel, Cyril Takayama, Dynamo, David Blaine. V Česku je to Robert Fox.

### Čeští kouzelníci
- Pavel Kožíšek
- Richard Nedvěd
- Ondřej Soukup
- Michal Nesveda
- Robert Fox
- Radana Vozňáková
- Radek Bakalář
- Nikolas Kara